# ترال (اکلاهما)
ترال(به انگلیسی: Terral) شهری در ایالت اکلاهما کشور ایالات متحده آمریکا است که جمعیت آن در سرشماری سال ۲۰۱۰ میلادی، ۳۸۲ نفر بوده‌است.